# Pomacentrum
× Pomacentrum, (abreviado Pmctm) en el comercio, es un híbrido intergenérico entre los géneros de orquídeas Ascocentrum × Pomatocalpa. Fue publicado en Orchid Rev.  89(1049) cppo: 8 (1981).